# Спуштач језика
Спуштач језика, стручно депресор језика или једнократна спатула, називи су за медицински инструмент коришћен у лекарској пракси с циљем да се спусти језик како би се несметано могли прегледати усна дупља и грло. У супротном, може се десити да пацијент не може самостано да склони језик, што отежава сам орални преглед. Колоквијални називи за ову алатку јесу лекарска или докторска кашика, док се назива и једнократном спатулом.

## Опште одлике
Савремени спуштачи језика су равни, танки, издужени и направљени од дрвеног материјала. Заобљени су и заравњени на оба краја, као штапићи за сладолед. Имајући у виду историјски осврт, прављени су од разноликих материјала и у малим количинама, и то од балсовог дрвета и боровине, док се данас праве на велико и од материјала нижег квалитета. Сачувани су примерци металних и дрвених једнократних спатула из периода Америчког грађанског рата.
Због природе њихове употребе (стављање у уста), депресоре треба држати на чистом, али не нужно и стерилисаном месту. Како би спречила контаминацију ових инструмената пре употребе, предузећа-произвођачи производе и паковања од по једног артикла, мада је то ретко (много су чешћа паковања са по сто артикала) и служи само за посебне прилике.
Употреба је следећа. Када пацијент уђе у ординацију доктора опште праксе, а лекар у анамнези запази симптоме прехладе или неког другог обољења које погађа уста, грло или дисајне путеве, медицински стручњак се најчешће одлучи на рутинске прегледе — ослушкивање плућа и преглед грла. Често се дешава да преглед грла отежава језик пацијента. Стога доктор од њега тражи да широко отвори уста и каже „ааааа“. Тако се отвара грло, а лекар помоћу спуштача склони језик са пута.
Мада је принципијелно безопасан и није претерано непријатан, преглед са спуштачем језика може бити проблематичан пацијентима са израженим фарингеалним рефлексом (грч мишића приликом којег се грло/фаринкс стегне, при чему може доћи до кашља). Адекватно решење проблема јесте постављање спуштача ближе усном отвору и избегавање контакта са осталим деловима уста. У другом случају, додир сувог дрвеног предмета код веома осетљивих пацијената може изазвати бол.

## Иновативност
Једнократна спатула је назив који потиче од тога што су дрвени спуштачи јефтини, лаки за набављање, али тешки за чишћење. Из тих (економских), али и здравствених разлога (спречавање заразе потекле из пацијентових уста), они се најчешће бацају у канту одмах након употребе. Ипак, нису ретки случајеви да, уколико су мала деца била у посети лекару, овај предмет од истог добију као поклон „за храброст“ и спатулу понесу кући. Посебно је за овај случај јужнокорејски студент Чон Унсол под окриљен Сеулског народног универзитета науке и технологије осмислио једнократну спатулу од шећерне трске, која је осмишљена тако да је деца након прегледа поједу и, уживајући у слатком укусу, заувек се ослободе страха од лекара. И други произвођачи праве укусне спатуле. Мада нису јестиве, неке варијанте имају укус грожђа или вишње, док приватни лекари могу набављати укусе по жељи пацијената. Препорука је да за сваки случај увек треба имати и обичне депресоре.
Као предмете од меког дрвета, хобисти и учитељи спуштаче језика користе у немедицинске сврхе. Укључују их у своје експерименте и пројекте и притом називају занатским или Мајерхоферовим штапићима. Користе их уз штапиће од сладоледа и остале предмете идентичне структуре и облика и од њих праве разне друге предмете, полуге и слично. Стога се, сем у продавницама које се снабдевају медицинском робом, овај интрумент може купити и у објектима типа „уради сам“. Мада је улога депресора у немедицинске сврхе технича, није икључено ни коришћење у уметничке сврхе — размазивање боје.